# Bahnhof Frankfurt (Main) West
Der Bahnhof Frankfurt (Main) West ist ein Regional-, Fern- und S-Bahnhof an der Main-Weser-Bahn und Homburger Bahn im Westen der Innenstadt von Frankfurt am Main (Stadtteil Bockenheim), nahe der Messe Frankfurt und dem Campus Bockenheim der Johann-Wolfgang-Goethe-Universität Frankfurt am Main.

## Geschichte

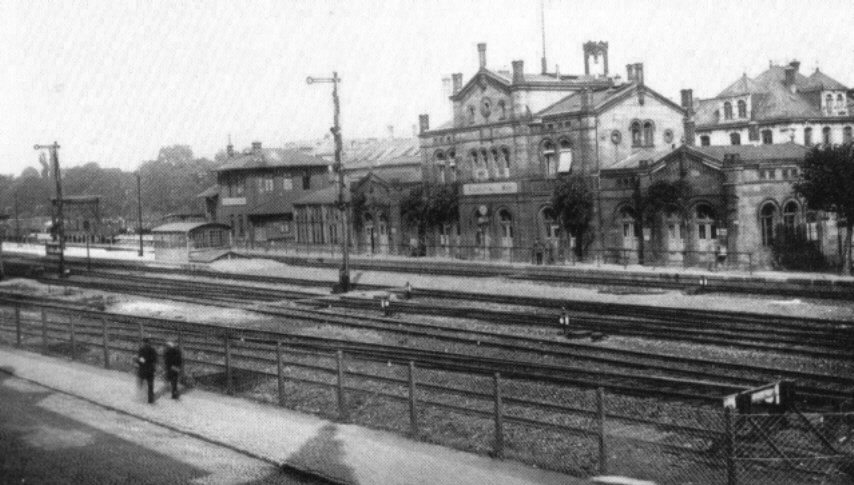
Frankfurt (Main) West um 1930 mit dem Empfangsgebäude von Julius Eugen Ruhl

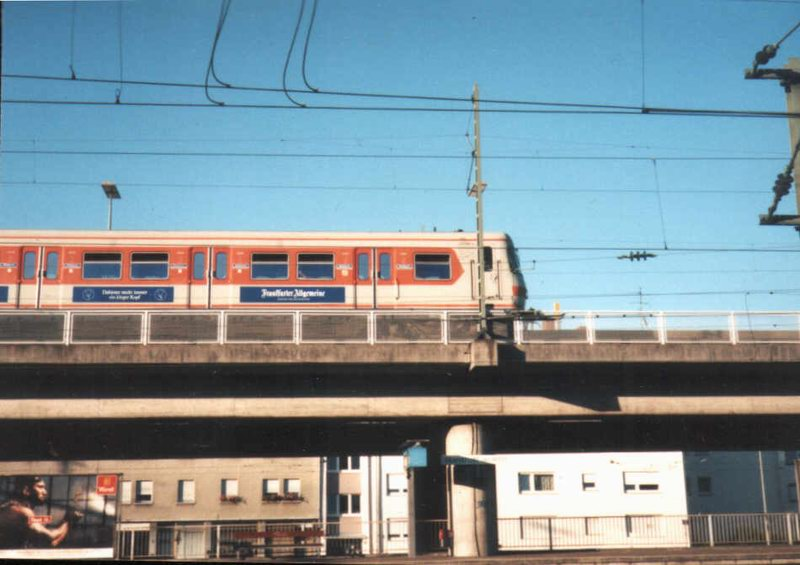
Triebwagen der Baureihe 420 in der ursprünglichen, kieselgrau-orangen Farbgebung auf dem Hochbahnsteig

Der Bahnhof wurde 1848 als Bahnhof Bockenheim an der Strecke der Main-Weser-Bahn (Frankfurt–Kassel) errichtet. Die damals noch selbständige Stadt Bockenheim lag bis 1866 auf kurhessischem Territorium. Sie war im Rahmen des Kurfürstentums bedeutend, das beabsichtigte, hier einen besonders prachtvollen Bahnhof zu errichten. Das aber verhinderten die anderen Partner, die an der Main-Weser-Bahn, einer Kondominalbahn, beteiligt waren. Das Empfangsgebäude wurde nach einem Entwurf von Julius Eugen Ruhl doch relativ aufwändig im Stil der Neorenaissance, einschließlich eines besonderen Aufenthaltsbereichs für den Kurfürsten, ausgestattet. Dieser Aspekt setzte sich vor dem Bahnhof mit dem noch heute vorhandenen Kurfürstenplatz als Stadtentree nach Bockenheim fort.
Eine erste grundsätzliche Veränderung der Bahnanlagen ergab sich, als 1888 die Frankfurter Westbahnhöfe durch den neuen Centralbahnhof (heute: Hauptbahnhof) ersetzt wurden. In diesem Zusammenhang gelang zunächst zum 10. Mai 1884 der – zum Zeitpunkt des Baus fünfzehn Jahre zuvor an Kleinstaaterei gescheiterte – Anschluss der Homburger Bahn an die Main-Weser-Bahn im Westbahnhof.
Weiter erforderte die Einfahrt der Main-Weser-Bahn in den neuen Hauptbahnhof eine weit nach Westen ausholende Einfahrtskurve. Die aufgelassene alte Trasse, die gradlinig vom heutigen Westbahnhof bis zum Platz Am Hauptbahnhof führte und dort in westlicher Richtung, der heutigen Kaiserstraße folgend, zum Main-Weser-Bahnhof abbog, wurde in eine Straße umgewandelt. Diese trug zunächst den Namen Bahnstraße und wird heute noch durch Hamburger Allee, Friedrich-Ebert-Anlage und Düsseldorfer Straße im Stadtbild nachgezeichnet.

## Heutiger Bahnhof

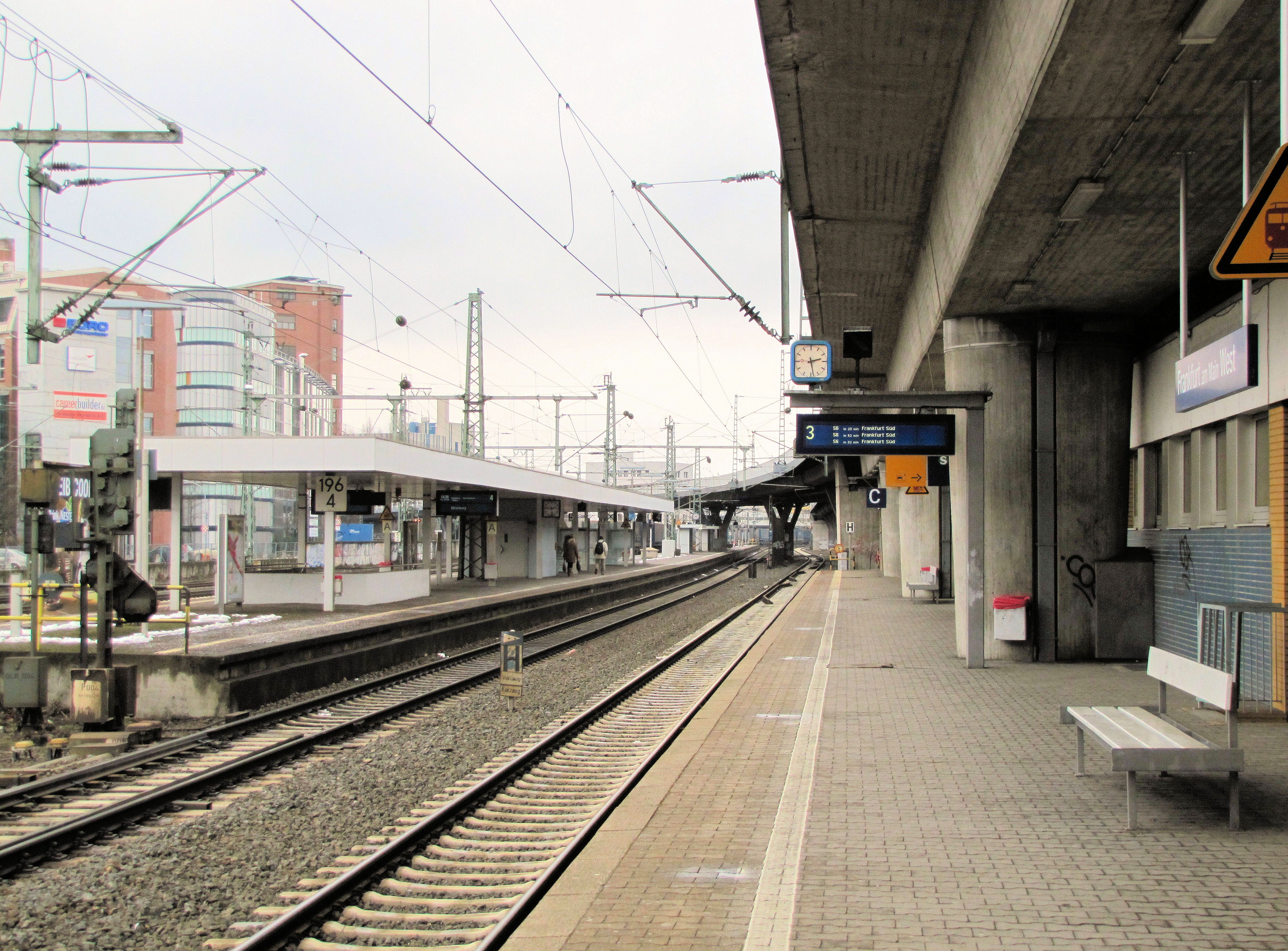
Hausbahnsteig (Gleis 3), Blickrichtung Friedberg

Seit 1913 trägt diese Bahnstation im offiziellen Bahn-, Post- und Handelsverkehr die Bezeichnung Frankfurt a.M.-West. Das historische Empfangsgebäude wurde im Zweiten Weltkrieg während der Luftangriffe auf Frankfurt am Main zerstört. Als Ersatz wurde 1961 ein zeitgemäßer Zweckbau mit zwei Geschossen errichtet. Zugleich wurde ein Personentunnel unter den Gleisen angelegt. Das Empfangsgebäude wurde mit einer Schnellgastronomie und im ersten Stock mit Büro- und Unterrichtsräumen ausgestattet. Als zusätzliche Beleuchtungsquelle war die Halle mit einer runden Deckenöffnung mit dem Flur des Obergeschosses verbunden, in deren Mitte ein modern gestalteter Kronleuchter hing. Bemerkenswert war auch die geschwungene Treppe mit messingfarbenem Geländer sowie ein zwei Stockwerke hohes Wandmosaik, welches eine Eisenbahnszene zeigte. Das Mosaik ist nicht mehr erhalten.
Während des Ausbaus der S-Bahn in den 1970er Jahren wurde zunächst das erste Geschoss abgebrochen, später auch beinahe alle anderen Gebäudeteile, so dass vom ehemaligen Gebäude beinahe nichts mehr vorhanden ist. Ergebnis ist ein schlichter Bau, welcher unter die aufgeständerte S-Bahn-Trasse geklemmt zu sein scheint.
Der Bahnhof besteht so heute aus zwei Ebenen: Ebenerdig halten die Regionalzüge auf den Gleisen 4 und 5 sowie die stadteinwärts fahrenden S-Bahn-Züge der Linie S6 auf Gleis 3. Die S-Bahn-Linien S3, S4 und S5 in beide Richtungen sowie die S6 stadtauswärts in Richtung Friedberg nutzen den rund einen Kilometer langen Hochbahnabschnitt mit der zweigleisigen Hochbahnstation (Gleise 1 und 2) über dem eigentlichen Gleisfeld.
Ende 2008 wurde im Bahnhof ein Service Store mit Lounge (DB Station&Service) eröffnet. Er enthält einen kleinen Laden und ein kleines Café. Fahrkarten sind dort auch zu haben. Dies stellte das Pilotprojekt für ein neues Franchise-System dar, von dem pro Jahr etwa 25 in weiteren Bahnhöfen eröffnet werden sollten.
Seit 2025 wird der Bahnhof modernisiert. Unter anderem ist geplant, bis 2027 das Empfangsgebäude umzugestalten und die Barrierefreiheit sowie die Zugänglichkeit für Reisende mithilfe neuer Aufzüge und Zugangsbauwerke zu verbessern.

## Galerie

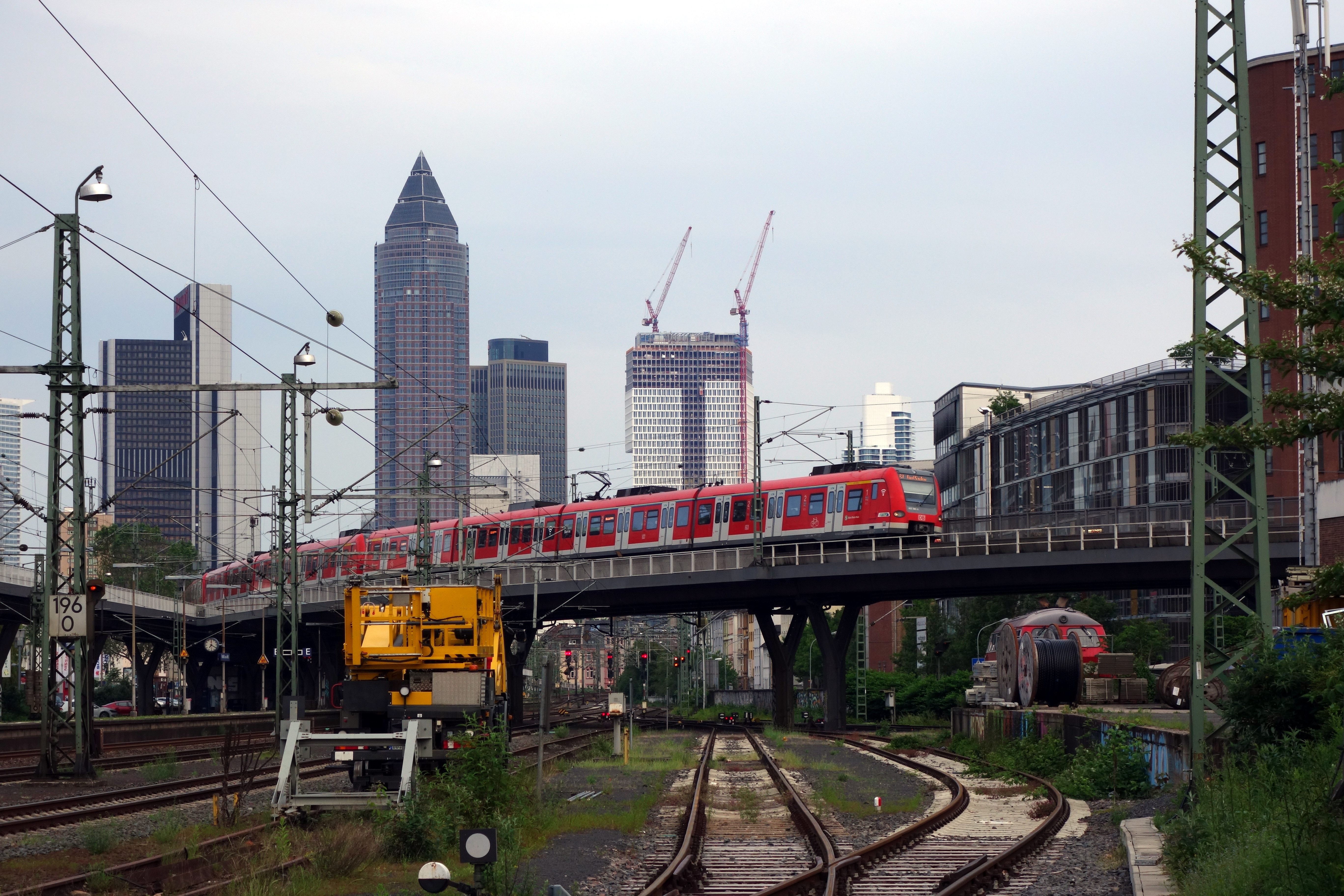
Nördliche Ausfahrt zur Homburger Bahn
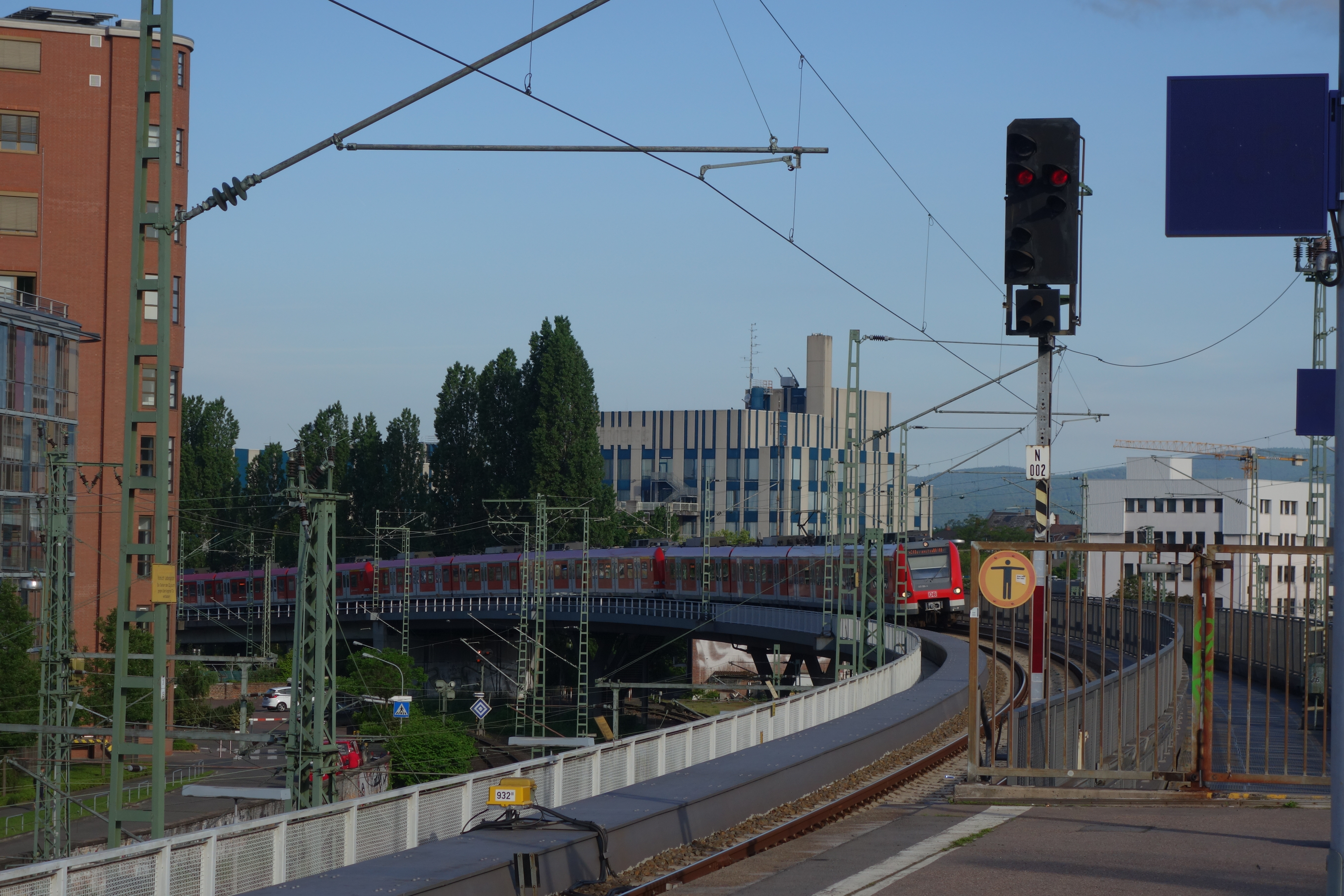
Nördliche Einfahrt des Hochbahnsteigs über die Einfädelung der Homburger Bahn
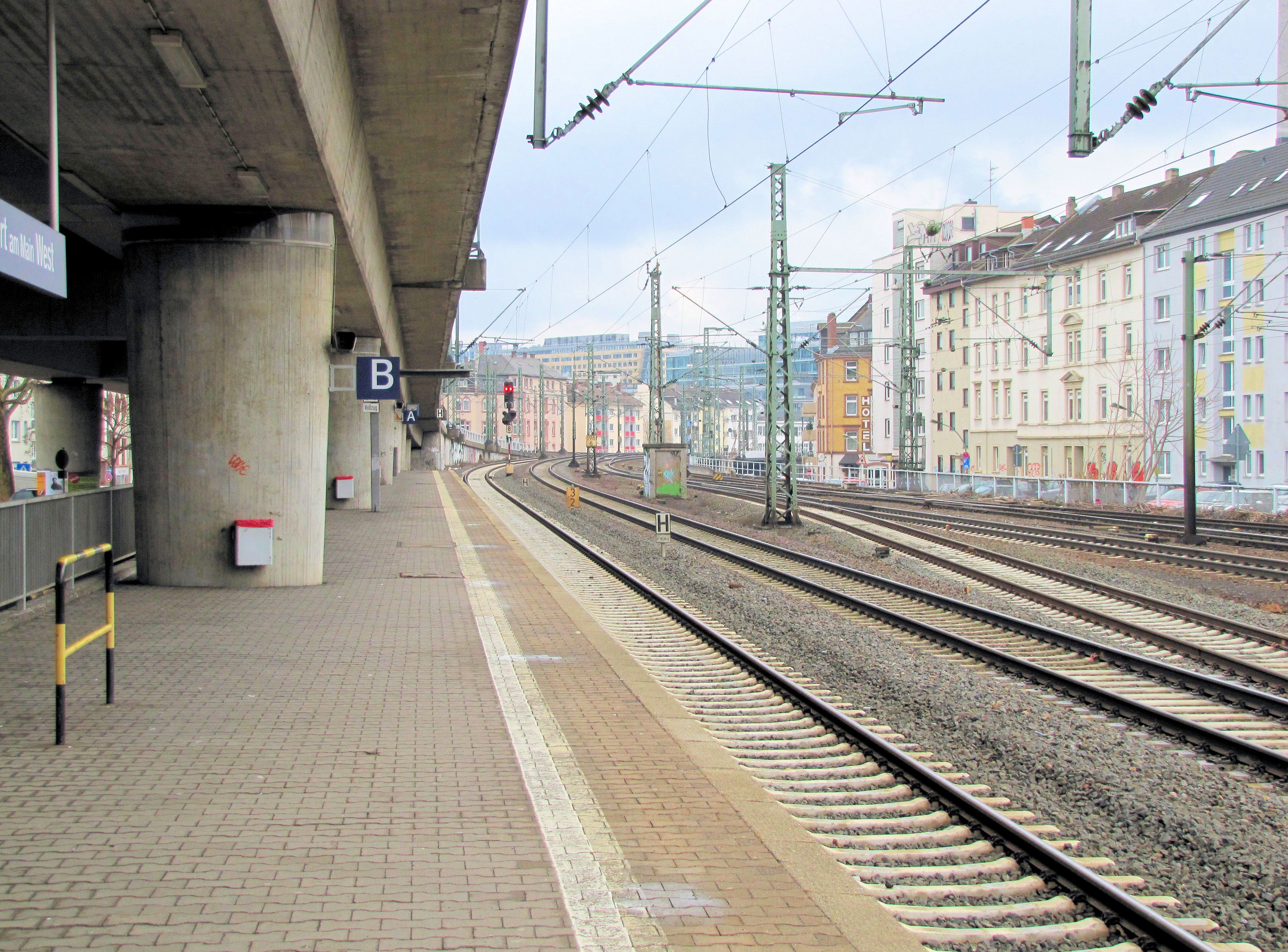
Gleis 3 (Linie S6), Fahrtrichtung Innenstadt
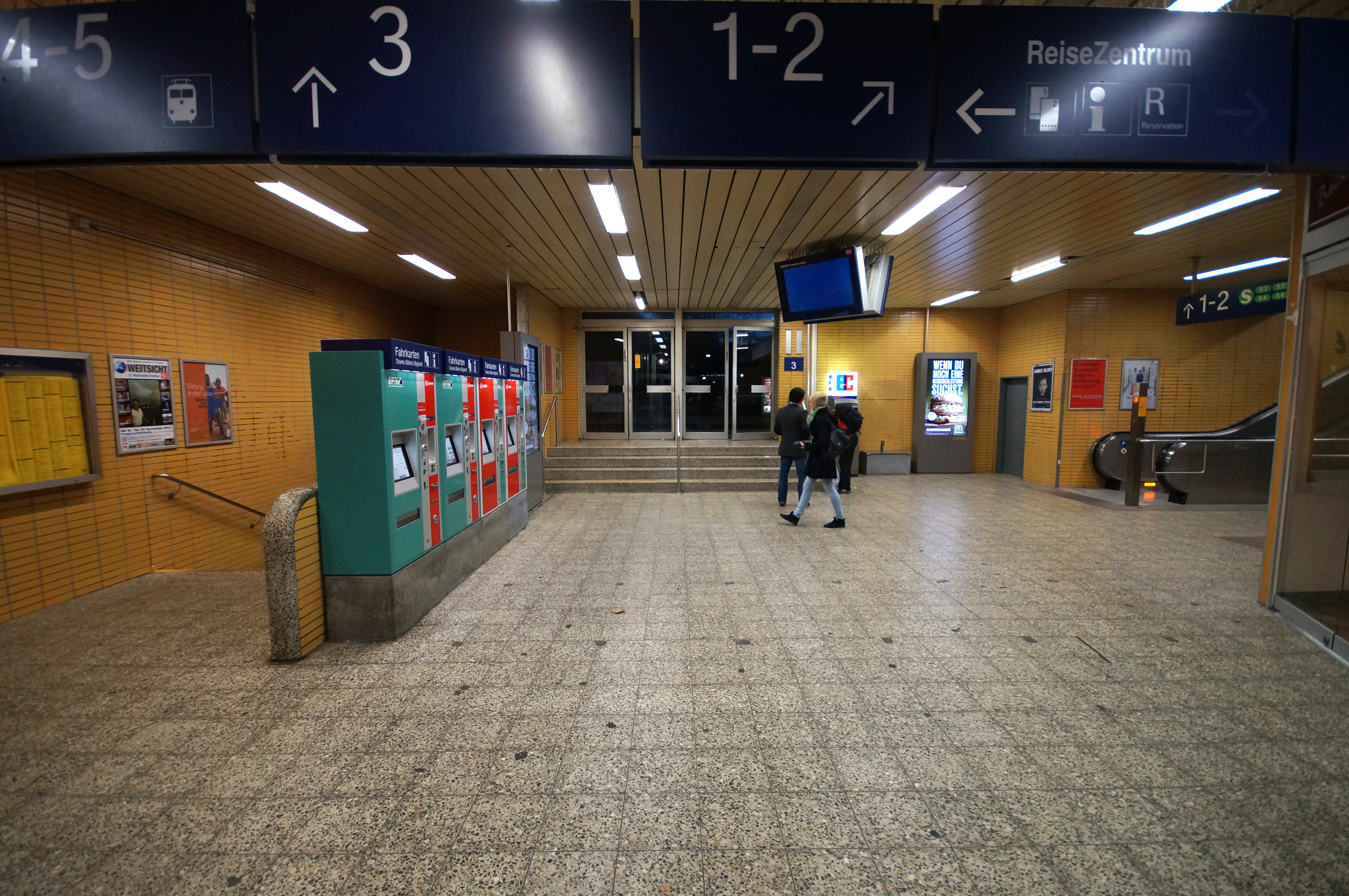
Die Haupthalle des Bahnhofs
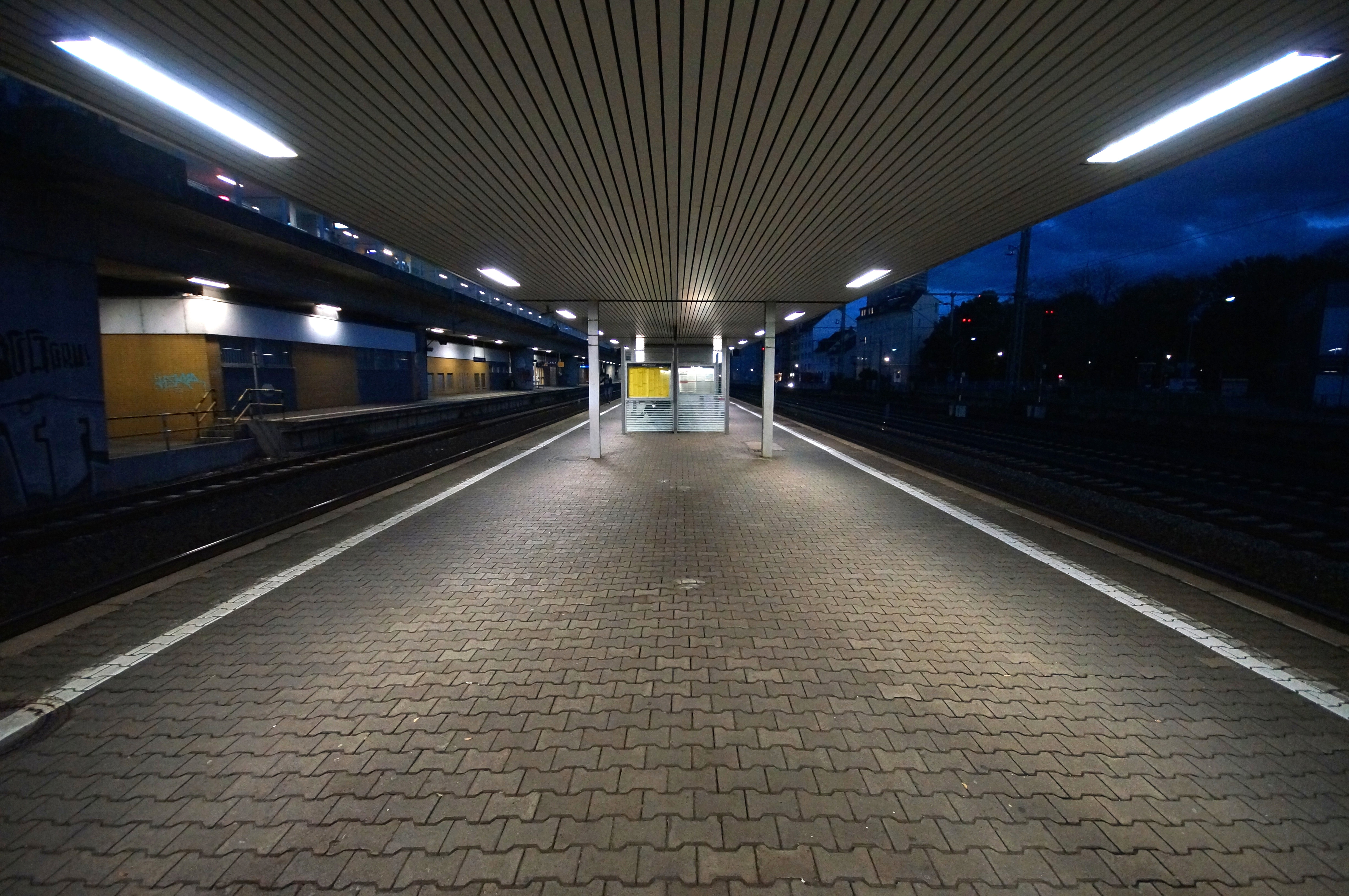
Die Bahnsteige zu den Gleisen 4 und 5: Hier halten die Züge des Regional- und Fernverkehrs
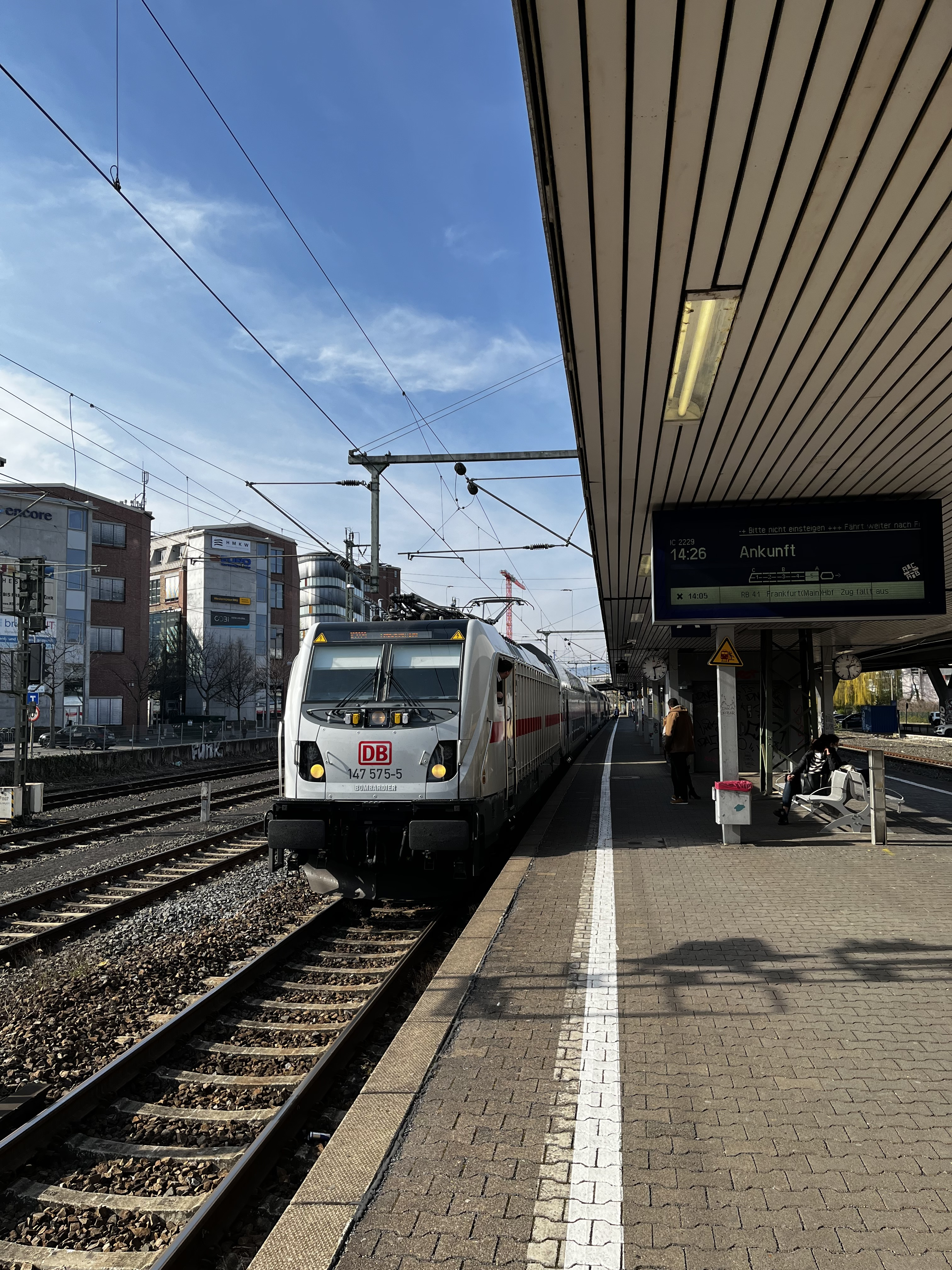
Doppelstock-IC der IC-Linie 34 mit Bombardier Traxx 3-Lok auf dem Weg nach Frankfurt (Main) Hbf hält an Gleis 5
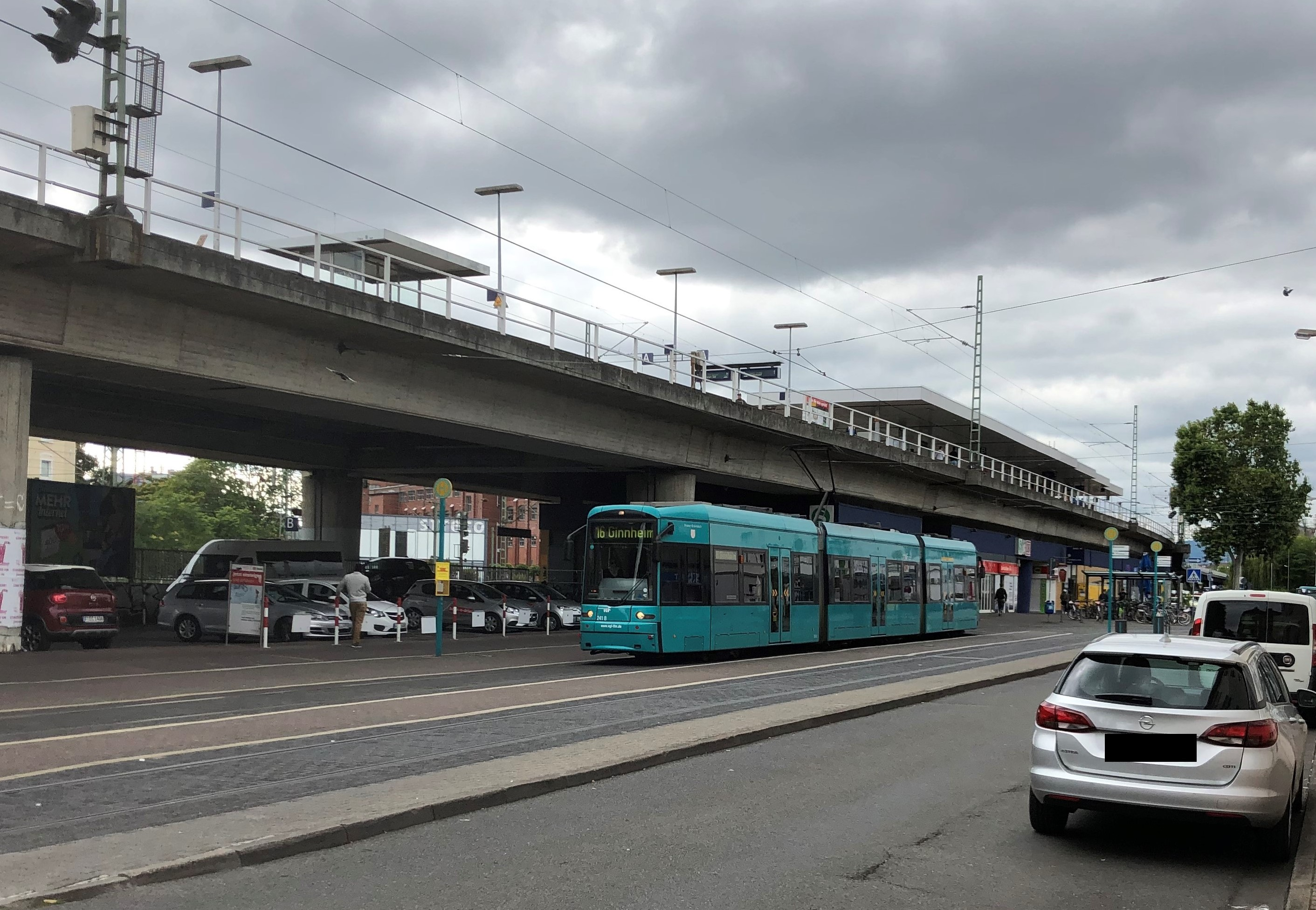
Eine Verstärkerfahrt der Straßenbahnlinie 16 hält am Bahnhof Frankfurt (Main) West

## Anbindung
Die 2003 eröffnete Linie 17 der Straßenbahn Frankfurt am Main berührt das südliche Ende des Westbahnhofs (Haltestellen Nauheimer Straße und Kuhwaldstraße). Die Straßenbahnhaltestelle am Vorplatz des Westbahnhofes wurde zuletzt aufgrund von Baustellen im Stadtbahnnetz im Juli und August 2019 von Verstärkerfahrten der Straßenbahnlinie 16 angefahren.
Die Buslinie M32 fährt vom Westbahnhof über das Frankfurter Nordend und  Bornheim zum Ostbahnhof. Die Buslinie M36 verbindet den Westbahnhof mit der Johann-Wolfgang-Goethe-Universität und der Innenstadt und die Linie M73 mit den Stadtteilen Hausen, Praunheim und der Nordweststadt. Die geplante Ringstraßenbahn soll in der benachbarten Schloßstraße eine Haltestelle namens Westbahnhof bekommen.
Vorwiegend in der Hauptverkehrszeit halten Regional-Express-Züge der Linien RE 30 Kassel – Marburg – Gießen – Frankfurt (Main-Weser-Express) und RE 99 Siegen – Gießen – Frankfurt (Main-Sieg-Express) sowie alle bis Frankfurt Hbf durchgebundenen Züge der Niddertalbahn (RB 34). Darüber hinaus hält auch grundsätzlich der Mittelhessen-Express (RB 40/41) an dieser Station. 
Am Bahnhof halten planmäßig einzelne ICE-Züge und IC-Züge in Richtung Kassel–Hamburg bzw. Heidelberg–Karlsruhe (IC/ICE-Linie 26). Seit Dezember 2021 verkehren Doppelstock-IC im Zweistundentakt vom Frankfurter Westbahnhof nach Dortmund, Münster oder Norddeich Mole (IC-Linie 34).
| Linie                    | Strecke | Takt |
| ------------------------ | --- | --- |
| ICE 26                   | Hamburg – Kassel-Wilhelmshöhe – Gießen – Frankfurt (Main) West – Frankfurt (Main) Hbf – Heidelberg – Karlsruhe | einzelne Züge |
| IC 34                    | Frankfurt (Main) Hbf – Frankfurt (Main) West – Wetzlar – Siegen – Dortmund/Unna – Hamm – Münster – (Emden – Norddeich Mole) | 120 min |
| RE 30                    | Main-Weser-Bahn: Frankfurt (Main) Hbf – (Frankfurt (Main) West –)* Friedberg (Hess) – (Bad Nauheim – Ostheim (b Butzbach) – Butzbach – Kirch Göns – Lang Göns – Großen Linden –)* Gießen – (Lollar – Friedelhausen – Fronhausen (Lahn) – Niederwalgern – Marburg Süd –)* Marburg (Lahn) – Kirchhain (Bz Kassel) – Stadtallendorf – Neustadt (Kr Marburg) – Treysa – Borken (Hess) – Wabern (Bz Kassel) – Kassel-Wilhelmshöhe – Kassel Hbf * nur einzelne Züge Stand: Fahrplanwechsel Dezember 2021 | 120 min (Frankf.–Gießen/Marburg Verstärkerzüge) |
| RE 98 RE 99              | Main-Sieg-Express: Zugteil 1: RE 98 Kassel Hbf – Kassel-Wilhelmshöhe – Baunatal-Guntershausen – Edermünde-Grifte – Felsberg-Wolfershausen – Felsberg-Altenbrunslar – Felsberg-Gensungen – Wabern (Bz Kassel) – Singlis – Borken (Hess) – Zimmersrode – Schlierbach (Kr Schwalm-Eder) – Treysa – Schwalmstadt-Wiera – Neustadt (Kr Marburg) – Stadtallendorf – Kirchhain (Bz Kassel) – Marburg (Lahn) – Gießen Zugteil 2: RE 99 Siegen Hbf – Haiger – Dillenburg – Herborn (Dillkr) – Wetzlar – Gießen Flügelung bzw. Zusammenführung: Gießen – Friedberg (Hess) – Frankfurt (Main) West (einzelne Züge im Berufsverkehr) – Frankfurt (Main) Hbf Stand: Fahrplanwechsel Dezember 2021                                                                     | 120 min |
| RB 34                    | Niddertalbahn: Frankfurt (Main) Hbf – Frankfurt (Main) West – Bad Vilbel – Bad Vilbel-Gronau – Niederdorfelden – Schöneck-Oberdorfelden – Schöneck-Kilianstädten – Schöneck-Büdesheim – Nidderau-Windecken – Nidderau – Nidderau-Eichen – Altenstadt-Höchst – Altenstadt (Hess) – Altenstadt-Lindheim – Glauburg-Glauberg – Glauburg-Stockheim Stand: Fahrplanwechsel Dezember 2021 | 30/60 min (wochentags) 60 min (samstags) |
| RB 37                    | Mittelhessen-Express: Frankfurt (Main) Hbf – Frankfurt (Main) West – Bad Vilbel – Friedberg (Hess) – Ostheim (b Butzbach) – Butzbach – Kirch Göns – Lang Göns – Großen Linden – Gießen Stand: Fahrplanwechsel Dezember 2024 | 240 min |
| RB 40                    | Mittelhessen-Express: Frankfurt (Main) Hbf – Frankfurt (Main) West (– Bad Vilbel) (zweistdl.) – Friedberg (Hess) – Bad Nauheim (– Ostheim (b Butzbach)) (zweistdl.) – Butzbach (– Kirch Göns – Lang Göns – Großen Linden) (zweistdl.) – Gießen – Dutenhofen (Kr Wetzlar) – Wetzlar – Aßlar – Werdorf – Ehringshausen (Kr Wetzlar) – Katzenfurt – Edingen (Kr Wetzlar) – Sinn – Herborn (Dillkr) – Burg (Dillkr) Nord – Niederscheld (Dillkr) Süd – Dillenburg Flügelung in Gießen. Zugteil nach Marburg/Treysa als RB 41. Stand: Fahrplanwechsel Dezember 2021 | 40/80 min (Frankf.–Gießen) 60 min (Gießen–Dillenburg) |
| RB 41                    | Mittelhessen-Express: Frankfurt (Main) Hbf – Frankfurt (Main) West (– Bad Vilbel) (zweistdl.) – Friedberg (Hess) – Bad Nauheim (– Ostheim (b Butzbach)) (zweistdl.) – Butzbach (– Kirch Göns – Lang Göns – Großen Linden) (zweistdl.) – Gießen – Gießen Oswaldsgarten – Lollar – Friedelhausen – Fronhausen (Lahn) – Niederwalgern – Niederweimar – Marburg Süd – Marburg (Lahn) – Cölbe – Bürgeln – Anzefahr – Kirchhain (Bz Kassel) – Stadtallendorf (– Neustadt (Kr Marburg) – Schwalmstadt-Wiera – Treysa) (wochentags) Flügelung in Gießen. Zugteil nach Dillenburg als RB 40. Stand: Fahrplanwechsel Dezember 2021 | 60 min 40/80 min (Frankf.–Gießen) 30 min (Gießen–Marb. wochentags) 120 min (Marb.–Stadtallend. Wochenende) 120 min (Stadtallend.–Treysa) |
| RB 48                    | Horlofftalbahn: Frankfurt (Main) Hbf – Frankfurt (Main) West – Bad Vilbel – Friedberg (Hess) – Dorheim (Wetterau) – Beienheim – Weckesheim – Reichelsheim (Wetterau) – Gettenau-Bingenheim – Echzell – Ober-Widdersheim Häuserhof – Bad Salzhausen – Nidda Stand: Fahrplanwechsel Dezember 2021 | einzelne Züge zur HVZ |
| S3                       | Bad Soden (Taunus) – Sulzbach (Taunus) Nord – Schwalbach a Ts (Limes) – Schwalbach a Ts (Limes) Nord – Niederhöchstadt – Eschborn – Eschborn Süd – Frankfurt-Rödelheim – Frankfurt (Main) West – Frankfurt am Main Messe – Frankfurt (Main) Galluswarte – Frankfurt (Main) Hbf tief – Frankfurt (Main) Taunusanlage – Frankfurt (Main) Hauptwache – Frankfurt (Main) Konstablerwache – Frankfurt (Main) Ostendstraße – Frankfurt (Main) Lokalbahnhof – Frankfurt (Main) Süd | 30 min |
| S4                       | Kronberg (Taunus) – Kronberg Süd – Niederhöchstadt – Eschborn – Eschborn Süd – Frankfurt-Rödelheim – Frankfurt (Main) West – Frankfurt am Main Messe – Frankfurt (Main) Galluswarte – Frankfurt (Main) Hbf tief – Frankfurt (Main) Taunusanlage – Frankfurt (Main) Hauptwache – Frankfurt (Main) Konstablerwache – Frankfurt (Main) Ostendstraße – Frankfurt (Main) Lokalbahnhof – Frankfurt (Main) Süd | 30 min |
| S5                       | Friedrichsdorf (Taunus) – Seulberg – Bad Homburg – Oberursel (Taunus) – Oberursel-Stierstadt – Oberursel-Weißkirchen/Steinbach – Frankfurt-Rödelheim – Frankfurt (Main) West – Frankfurt am Main Messe – Frankfurt (Main) Galluswarte – Frankfurt (Main) Hbf tief – Frankfurt (Main) Taunusanlage – Frankfurt (Main) Hauptwache – Frankfurt (Main) Konstablerwache – Frankfurt (Main) Ostendstraße – Frankfurt (Main) Lokalbahnhof – Frankfurt (Main) Süd | 30 min 15 min (Bad Homburg–Frankfurt Süd werktags) |
| S6                       | (Friedberg (Hess) – Bruchenbrücken – Nieder-Wöllstadt – Okarben –) Groß Karben – Dortelweil – Bad Vilbel – Bad Vilbel Süd – Frankfurt-Berkersheim – Frankfurt-Frankfurter Berg – Frankfurt-Eschersheim – Frankfurt-Ginnheim – Frankfurt (Main) West – Frankfurt am Main Messe – Frankfurt (Main) Galluswarte – Frankfurt (Main) Hbf tief – Frankfurt (Main) Taunusanlage – Frankfurt (Main) Hauptwache – Frankfurt (Main) Konstablerwache – Frankfurt (Main) Ostendstraße – Frankfurt (Main) Lokalbahnhof – Frankfurt (Main) Süd – Frankfurt (Main) Stresemannallee – Frankfurt-Louisa – Neu-Isenburg – Dreieich-Buchschlag – Langen Flugsicherung – Langen (Hess) (– Egelsbach – Erzhausen – Darmstadt-Wixhausen – Darmstadt-Arheilgen – Darmstadt Hbf) | 15 min (Groß Karben–Langen montags–freitags, Bad Vilbel–Langen samstags, Bad Vilbel–Frankfurt Süd sonn-/feiertags) 30 min (Friedberg–Groß Karben montags–freitags, Friedberg–Bad Vilbel samstags, sonn-/feiertags und Langen–Darmstadt werktags, Frankfurt Süd–Darmstadt sonn-/feiertags) |
| Stand: 15. Dezember 2024 | | |